# Goniothalamus cylindrostigma
Goniothalamus cylindrostigma este o specie de plante din genul Goniothalamus, familia Annonaceae, descrisă de Airy Shaw. Conform Catalogue of Life specia Goniothalamus cylindrostigma nu are subspecii cunoscute.